# Guylaine Marchand
Pour les articles homonymes, voir Marchand.
Guylaine Marchand, est une rameuse d'aviron handisport française.

## Carrière associative
Guylaine est une citoyenne engagée en qualité d'élue dans plusieurs structures associatives.
- Elue en décembre 2020 au comité directeur de la Fédération Française d'Aviron, membre du bureau exécutif, Présidente de la commission aviron et handicaps.
- Administratrice du Comité Paralympique et Sportif Français depuis novembre 2022.
- Membre du Comité Directeur de la Ligue d'Aviron SUD PACA
- Membre du Bureau du Club d'Aviron de Saint Cassien.

## Carrière sportive
Guylaine Marchand remporte la médaille de bronze en deux de couple mixte aux Championnats du monde d'aviron 2014 à Amsterdam  Pays-Bas, 
Elle gagne la médaille d'or en deux de couple mixte aux Championnats du monde d'aviron 2016 à Rotterdam  Pays-Bas, 
Elle remporte médaille d'argent en deux de couple mixte aux Championnats du monde d'aviron 2017 à Sarasota  États-Unis
Elle remporte la médaille de bronze en quatre barré mixte aux Championnats du monde d'aviron 2018 à Plovdiv  Bulgarie.
Elle atteint la finale B du quatre barré mixte aux Jeux paralympiques de Rio en 2016  Brésil obtenant la 8e place.
Elle remporte aux Championnats d'Europe d'aviron 2020 à Poznań  Pologne la médaille de bronze en quatre barré mixte.
Elle gagne aux Championnats d'Europe d'aviron 2023 à Bled  Slovénie la médaille d or en deux de couple mixte.

## Palmarès
|                        | Médaille d'or | Médaille d'argent | Médaille de bronze |
| ---------------------- | ------------- | ----------------- | ------------------ |
| Championnats du monde  | 1             | 1                 | 2                  |
| Coupe du monde         | 1             | 1                 | 3                  |
| Championnats d'Europe  | 1             |                   | 1                  |
| Championnats de France | 3             | 1                 | 3                  |